# Aby Rosen
Aby J. Rosen (né le 16 mai 1960) est un magnat de l'immobilier américain né en Allemagne de l'Ouest et vivant à New York. Il est le cofondateur de RFR Holding. Rosen est également membre, investisseur fondateur et propriétaire du Core Club de New York. 
Rosen est un collectionneur d'art moderne et contemporain, possédant plus de 800 pièces d'après-guerre, dont plus de 100 œuvres d'Andy Warhol. Sa collection comprend des pièces de Jean-Michel Basquiat, Alexander Calder, Damien Hirst, Richard Prince et Jeff Koons.  

## Enfance et éducation
Rosen est né à Francfort, en Allemagne de l'Ouest en 1960, dans une famille juive ayant vécu l'Holocauste. Sa mère Anni a passé la Seconde Guerre mondiale cachée dans une ferme belge, tandis que son père Isak a été détenu dans des camps de concentration en Allemagne et en Pologne. Après la guerre, sa mère est devenue peintre et son père promoteur immobilier. Rosen étudie à l'Université Wolfgang Goethe, où il obtient un diplôme en commerce. Ses parents déménagent à Tel Aviv dans les années 1990. 

## Carrière
En 1987, Rosen déménage à New York. Il travaille comme apprenti dans une société de courtage immobilier vendant des propriétés à des investisseurs allemands.  

### Avoirs immobiliers
En 1991, il fonde RFR Holding LLC avec son ami d'enfance Michael Fuchs. Bien que le marché immobilier connaisse un ralentissement à l'époque, ils utilisent initialement des biens immobiliers qu'ils détenaient chacun en Allemagne comme garantie pour accéder à des capitaux conséquents. Ils entrent ensuite en contact avec des investisseurs allemands. Leur stratégie consiste à acheter de grands immeubles de bureaux vacants nécessitant une mise à niveau et à embaucher des architectes de qualité pour les rénover selon des normes élevées. Au cours des 15 années qui suivent la création de RFR Holding, Rosen acquiert un large portefeuille d'immeubles de bureaux, dont le Seagram Building, acheté pour 375 millions de dollars à la Teachers Insurance and Annuity Association en 2000, et Lever House. 
En 2006, Rosen s'associe à Ian Schrager, un ami de longue date et cofondateur du Studio 54, pour transformer le Gramercy Park Hotel (en), vieux de 123 ans, en utilisant l'architecte minimaliste John Pawson. En 2014, ils vendent l'hôtel pour 260 millions de dollars, après avoir achevé une rénovation de 200 millions de dollars sur 4 ans.  

### Collection d'art Lever House

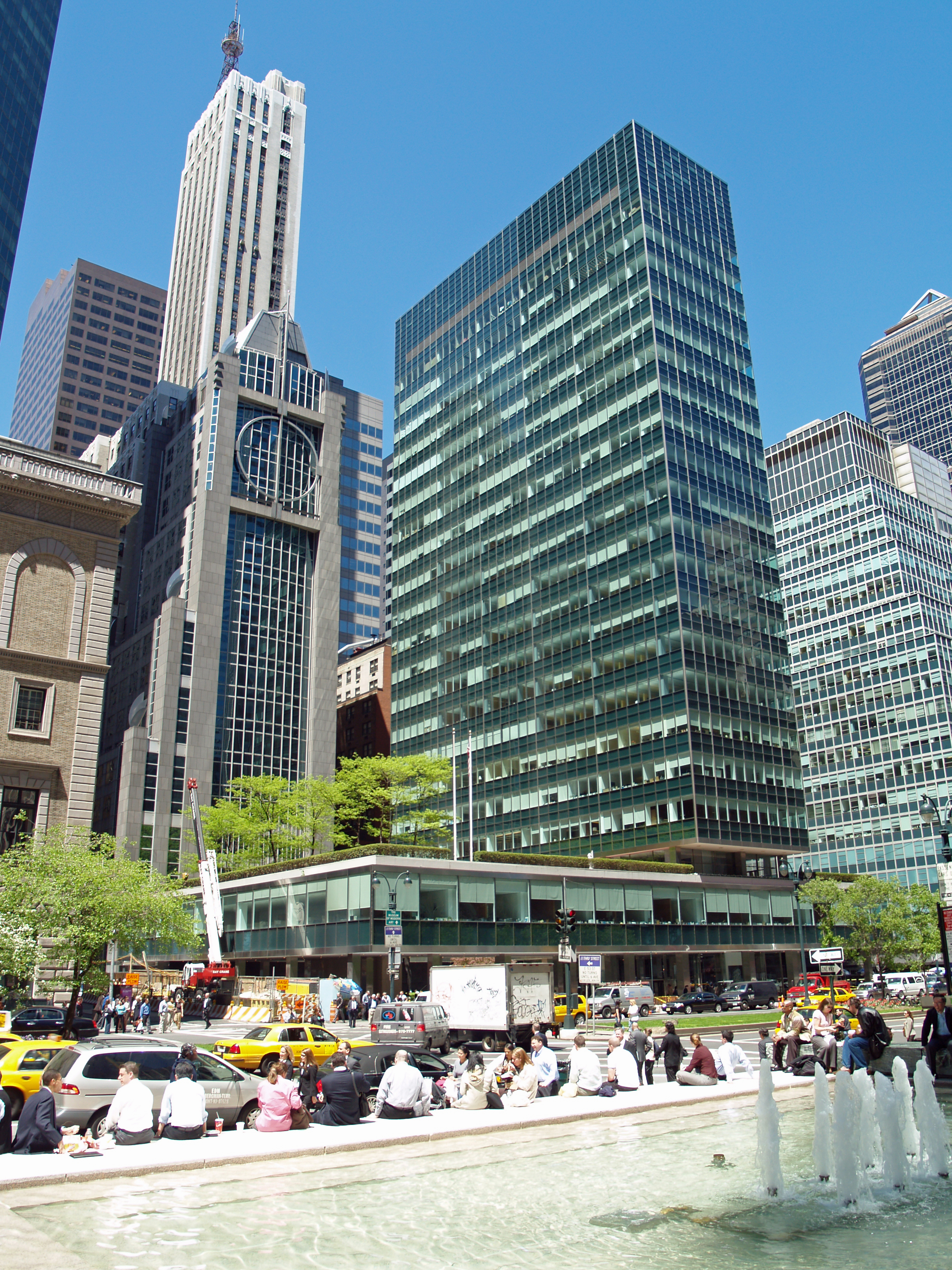
Lever House

La Lever House Art Collection est une collection d'œuvres commandées par Rosen pour être exposées à la Lever House. Elle est gérée  par Richard Marshall, historien de l'art et conservateur associé au Whitney Museum de New York. La Lever House Art Collection a été inaugurée en 2004 avec une œuvre de Jorge Pardo. 

## Vie privée
Rosen se marie deux fois. En 1991, il épouse Elizabeth Mina Wechsler au Pierre à Manhattan.  Avant leur séparation en 2000 et leur divorce en 2004, ils ont deux fils, Gabriel "Gaby" (né en 1994) et Charles "Charlie" (né en 1996).  
En 2005, Rosen épouse la docteure Samantha Boardman, psychiatre et mondaine. Boardman est la fille de D. Dixon Boardman, qui a fondé le fonds de couverture Optima Fund Management, et de Pauline Pitt, une héritière. Boardman est diplômée de la Harvard University et de la Cornell University Medical School. Elle s'est convertie au judaïsme. Ensemble, ils ont eu deux enfants, Alexander (né en 2006) et Vivian (né en 2008).  

### Résidences personnelles

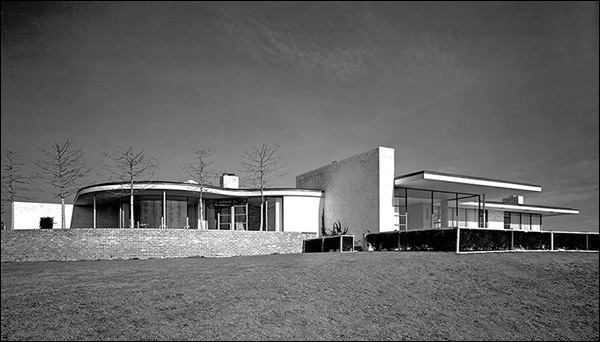
Maison de Rosen à Old Westbury (New York).

Rosen vit dans l'Upper East Side de Manhattan avec sa femme et leurs deux enfants. Les étés de la famille se déroulent à Southampton, New York où ils ont une maison qui vaut 21,5 millions de dollars.  
En 2011, Rosen achète la maison A. Conger Goodyear à Old Westbury, New York sur Long Island pour 3,4 millions de dollars. La maison a été conçue et construite en 1938 par Edward Durell Stone dans le style international pour Anson Conger Goodyear, le premier président du Museum of Modern Art,. La propriété reste en rénovations pendant plusieurs années. Rosen y conserve bon nombre de ses œuvres d'art importantes, dont La Vierge Mère, une sculpture en bronze de 13 tonnes et de 33 pieds de haut de Damien Hirst représentant une femme enceinte, à la peau pelée et au fœtus exposé.  
Rosen serait propriétaire d'une maison de vacances de 36 millions de dollars à Saint-Barthélemy.  
Rosen organise un dîner annuel au W South Beach pendant Art Basel, attirant de nombreuses célébrités et chefs d'entreprise.  